# Dávid Baróti Szabó
Dávid Baróti Szabó (ur. 10 kwietnia 1739 w Baraolt, okręg Covasna, zm. 22 listopada 1819 w Virt, powiat Komárno) – duchowny rzymskokatolicki, jezuita, nauczyciel, poeta.

## Życiorys

### Kapłaństwo i praca nauczycielska
Po ukończeniu gimnazjum, 30 listopada 1757 roku wstąpił do zakonu jezuitów. W latach 1765–1770 studiował teologię w Kassa. Święcenia kapłańskie przyjął jako trzydziestolatek. Prowadząc życie w stanie duchownym, początkowo sceptycznie nastawiony był do ducha epoki Oświecenia. Izolował się od życia politycznego. W latach 1770–1771 pracował jako nauczyciel w gimnazjum w Oradei. W 1773 roku zakon jezuicki został skasowany przez cesarzową Marię Teresę. Baróti Szabó zaczął pełnić posługę jako kapłan diecezjalny, zostając przydzielony do archidiecezji Ostrzyhom. Kontynuował pracę nauczycielską. Najpierw uzyskał etat w Komárom jako nauczyciel oratorium, a następnie w 1777 roku przeniesiony został do Kassa, gdzie pracował do przejścia na emeryturę w 1799 roku. Założył tam także w 1788, wespół z Jánosem Batsányim i Ferencem Kazinczym, czasopismo „Magyar Muzseum”, które było redagowane do 1792 roku. Był to pierwszy periodyk literacki na Węgrzech.

### Twórczość literacka
W 1777 roku Dávid Baróti Szabó wydał swój pierwszy zbiór poezji, zatytułowany „Trzy tomiki różnych wierszy”. W 1786 roku wydał „Wieniec wierszy”. W 1802 r. wydrukowano „Megjobbitott s Bővített Költeményes Munkái” („Poprawione i uzupełnione prace poetyckie”). Przełożył z łaciny poemat Wergiliusza „Eneida”. Jego twórczość poetycka wniosła do poezji węgierskiej oparte na iloczasie elementy wersyfikacji antycznej, co przyczyniło się do badań naukowych nad językiem węgierskim. W odpowiedzi na to kolejnym owocem pracy twórczej węgierskiego księdza było opracowanie rozprawy „Orthographiai es grammatikabeli eszrevetelek a magyar prozódiaval együtt” (1800, Uwagi ortograficzne i gramatyczne wraz z węgierską prozodią). Jako nagrodę za działalność literacką Dávid Baróti Szabó otrzymał od króla Franciszka pensję w wysokości 600 forintów.